# Гайденгайм (футбольний клуб)
ФК «Гайденгайм» (нім. 1. Fußballclub Heidenheim 1846 e.V.) — німецький футбольний клуб з Гайденгайм-ан-дер-Бренца, заснований у 1846 році. Відновлений 2004 року. Виступає у Бундеслізі. Домашні матчі приймає на стадіоні «Фойт-Арена», місткістю 15 000 глядачів.

## Історія
Спортивний клуб заснований 14 серпня 1846, футбольна секція з'явилася в 1911 році. Домашні матчі команда проводить на стадіоні «Фойт-Арена», що вміщує 15 000 глядачів. У сезоні 2005/06 «Гайденгайм» став переможцем Оберліги Баден-Вюртемберг. У сезоні 2008/09 команда виграла регіональну лігу «Південь». У сезоні 2013/14 клуб став переможцем третьої ліги та перейшов у турнір рангом вище – до Другої Бундесліги.
У сезоні 2019/20 клуб посів 3-е місце, що забезпечило стикові матчі за потрапляння до Першої Бундесліги. У першому стиковому матчі «Вердер» та «Гайденгайм» зіграли внічию (0:0). У другому стиковому матчі ці команди також зіграли внічию (2:2), але за правилом виїзного голу «Вердер» залишився в Бундеслізі, а «Гайденгайм» не підвищився.
В останній ігровий день сезону 2022/23 Другої Бундесліги «Гайденгайм» забив два м'ячі у доданий до другого тайму час і виграв 3:2 у «Ян Регенсбург», вирвавши таким чином перше місце в турнірній таблиці, випередивши «Дармштадт 98» вперше у своїй історії вийшов у вищий дивізіон німецької футбольної першості.

## Склад команди
Станом на 23 грудня 2024
| №  | Поз. | Нац.      | Гравець                 |
| -- | ---- | --------- | ----------------------- |
| 1  | ВР   | Німеччина | Кевін Мюллер            |
| 2  | ЗХ   | Німеччина | Марнон Буш              |
| 3  | ПЗ   | Німеччина | Ян Шеппнер              |
| 4  | ЗХ   | Німеччина | Тім Сірслебен           |
| 5  | ПЗ   | Німеччина | Бенедікт Гімбер         |
| 6  | ЗХ   | Німеччина | Патрік Маінка (капітан) |
| 8  | НП   | Бразилія  | Лео Сциєнса             |
| 9  | НП   | Німеччина | Штефан Шиммер           |
| 10 | ПЗ   | Німеччина | Пауль Ваннер            |
| 11 | ПЗ   | Німеччина | Деніс Томалла           |
| 14 | НП   | Німеччина | Максиміліан Бройніг     |
| 16 | ПЗ   | Німеччина | Юліан Ніхьюс            |
| 17 | ПЗ   | Австрія   | Матіас Гонсак           |
| 18 | НП   | Німеччина | Марвін Пірінгер         |

| №  | Поз. | Нац.      | Гравець            |
| -- | ---- | --------- | ------------------ |
| 19 | ЗХ   | Німеччина | Йонас Ференбах     |
| 20 | ПЗ   | Німеччина | Лука Кербер        |
| 21 | ПЗ   | Німеччина | Адріан Бек         |
| 22 | ВР   | Німеччина | Вітус Айхер        |
| 23 | ЗХ   | Німеччина | Омар Гактаб Траоре |
| 25 | НП   | Німеччина | Крістофер Негеле   |
| 27 | ЗХ   | Німеччина | Томас Келлер       |
| 29 | НП   | Данія     | Міккель Кауфманн   |
| 30 | ПЗ   | Німеччина | Норман Теуеркауф   |
| 31 | НП   | Німеччина | Сірлорд Конте      |
| 33 | ЗХ   | США       | Леннард Малоуні    |
| 34 | ВР   | Австрія   | Пауль Чернут       |
| 36 | ПЗ   | Німеччина | Лука Янес          |
| 39 | ПЗ   | Німеччина | Ніклас Дорш        |